# کمبل تاون، تاسمانی
کمبل تاون (به انگلیسی: Campbell Town) یک شهرک در استرالیا است که در نورثرن میدلندز کاونسیل واقع شده‌است.